# Josef Beyerle
Ernst Josef Beyerle (* 27. August 1881 in Hohenstadt; † 2. Juni 1963 in Stuttgart-Sillenbuch) war ein deutscher Jurist und Politiker (Zentrum, CDU).

## Leben und Beruf
Beyerle kam als eines von zwei Kindern des Ehepaars Anton (1844–1925) und Maria Anna, geb. Schmid, (1851–1914) zur Welt. Sein Vater war Rentamtmann in der Gräflich-Adelmannschen Verwaltung.
Nach dem Abitur am Gymnasium Ehingen nahm Beyerle ein Studium der Rechtswissenschaft in Tübingen und Berlin auf, welches er 1904 mit dem ersten und 1908 mit dem zweiten juristischen Staatsexamen beendete. Anschließend war er für zwei Jahre als Rechtsanwalt tätig. Er trat 1910 in den württembergischen Justizdienst ein und war von 1934 bis 1945 Richter am Oberlandesgericht Stuttgart. Während seines Studiums wurde er Mitglied der katholischen Studentenverbindungen KStV Alamannia Tübingen, KStV Askania und KStV Guestphalia in Berlin im KV.

## Partei
Im Kaiserreich und der Weimarer Republik war Beyerle Mitglied der Zentrumspartei, deren Landesvorsitzender in Württemberg er von 1919 bis zur Auflösung 1933 war. Nach 1945 beteiligte er sich an der Gründung der CSVP, die später der Nordwürttembergische Landesverband der CDU wurde.

## Öffentliche Ämter
Vom 2. Juni 1923 bis zur Machtübernahme der Nationalsozialisten am 11. März 1933 war Beyerle Justizminister von Württemberg. Daneben war er von 1924 bis 1933 Landtagsabgeordneter sowie vom 8. Juni 1928 bis zum 19. Januar 1930 auch Wirtschaftsminister von Württemberg.
Nach dem Zweiten Weltkrieg wurde Beyerle ab 24. September 1945 Justizminister von Württemberg-Baden im Kabinett von Ministerpräsident Reinhold Maier. Als Mitglied der Regierung war er von Januar bis Juni 1946 auch Abgeordneter in der Vorläufigen Volksvertretung für Württemberg-Baden. Als Justizminister nahm er am Verfassungskonvent auf Herrenchiemsee teil.
Nach der Wahl zum ersten Landtag von Württemberg-Baden gehörte er dem neuen Kabinett ebenfalls als Justizminister an. 1949 übernahm er auch das Amt des stellvertretenden Ministerpräsidenten. Nach der Wahlniederlage der CDU bei der Wahl zum zweiten Landtag 1950 bildete die SPD mit der DVP eine Koalitionsregierung; Beyerle schied damit aus der Regierung aus.
Er war von 1951 bis 1952 Richter am Staatsgerichtshof des Landes Württemberg-Baden und von 1955 bis 1958 Richter am Staatsgerichtshof des Landes Baden-Württemberg.

## Ehrungen
Am 3. Dezember 1951 wurde Beyerle das Große Verdienstkreuz mit Stern des Bundesverdienstkreuzes verliehen. In Weil der Stadt ist eine Straße nach Beyerle benannt. Ferner wurde ihm die Ehrendoktorwürde verliehen.

## Referate
- Die grundsätzliche Haltung der Union, gehalten auf der 6. Landesversammlung der CDU Nordwürttemberg in Wernau (Neckar) am 24. April 1948.